# Abus de substances
 Mise en garde médicale
L’abus de substances (abus substantiel ou troubles mentaux et du comportement liés à l'utilisation de substances psycho-actives) est l'usage excessif d'une ou plusieurs drogues, c'est-à-dire de substances qui modifient le fonctionnement de l'esprit (psychotropes) et sont considérées comme entraînant une dépendance. Il s'agit en fait de ce qu'on nomme couramment toxicomanie.
La psychiatrie considère comme un trouble mental un tel usage pour des effets non-thérapeutiques ou non-médicaux. Les substances considérées incluent : alcool, amphétamines, barbituriques, benzodiazépines (en particulier temazépam, nimétazépam et flunitrazépam), cocaïne, méthaqualone et opiacés. En plus de blessures et séquelles physiques, psychiques et sociales, l'usage de ces drogues est réprimé par la loi dans de nombreux pays.
En 2010, environ 5 % des personnes (230 millions) consommaient une substance illicite. Parmi ceux-ci, 27 millions ont une consommation de drogue à haut risque, également connue sous le nom de consommation de drogue récurrente, ce qui nuit à leur santé, cause des problèmes psychologiques et/ou cause des problèmes sociaux qui les exposent à ces dangers,. En 2015, les troubles liés à l'utilisation de substances ont entraîné 307 400 décès, contre 165 000 décès en 1990. Parmi ceux-ci, les nombres les plus élevés proviennent des troubles liés à la consommation d'alcool avec 137 500 décès, des troubles liés à la consommation d'opioïdes à 122 100 décès, des troubles liés à la consommation d'amphétamines à 12 200 décès et des troubles liés à la consommation de cocaïne à 11 100.

## Définitions (DSM)
La première édition du Manuel diagnostique et statistique des troubles mentaux de l'Association américaine de psychiatrie (publié en 1952) groupe les abus de substances et d'alcool dans la section "Trouble de la personnalité sociopathe", à l'époque perçu comme étant un symptôme des troubles psychologiques et de la faiblesse morale.